# Journey to Love
Journey to Love – tomik wierszy amerykańskiego poety, późniejszego laureata Nagrody Pulitzera w dziedzinie poezji, Williama Carlosa Williamsa, opublikowany w 1955. Kolejnym tomikiem poety był Pictures from Brueghel and Other Poems. W międzyczasie John C. Thirlwall wydał The Lost Poems of William Carlos Williams; or, The Past Recaptured.